# Piquepoul Blanc

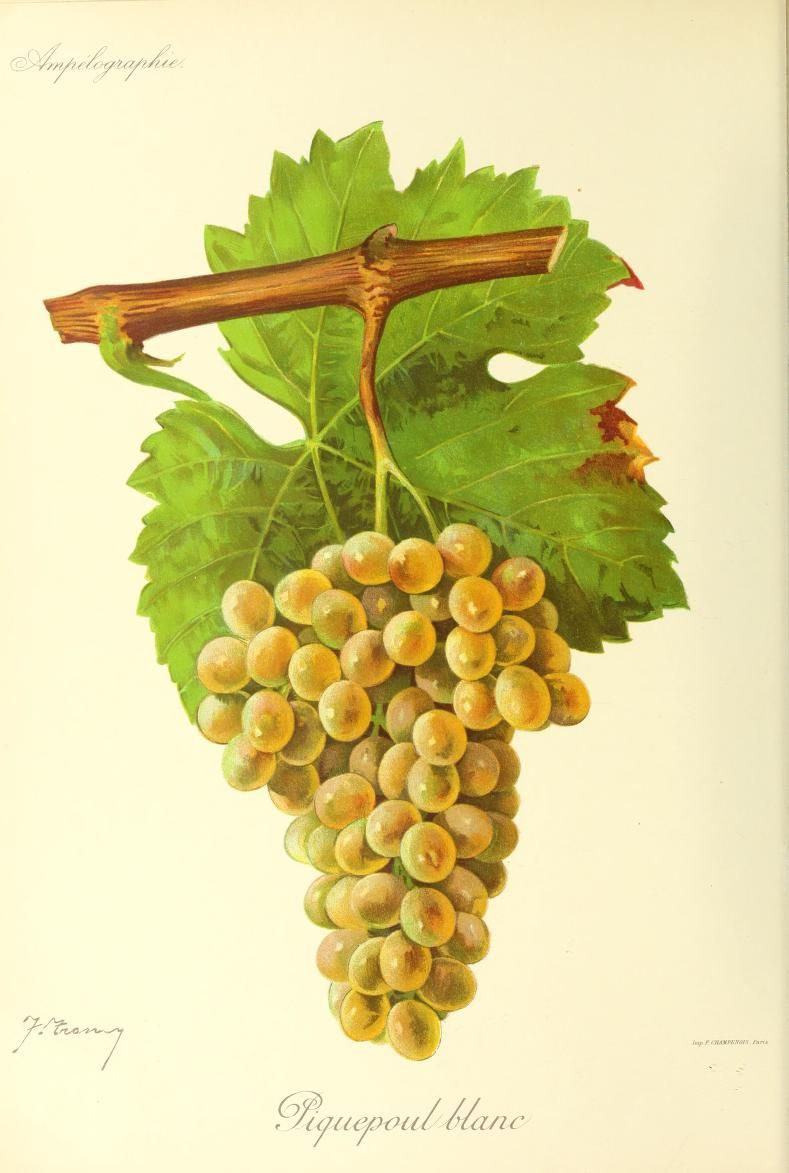
Piquepoul Blanc im Buch von Viala & Vermorel

Piquepoul Blanc ist eine Weißweinsorte, die in den französischen Weinen von Châteauneuf-du-Pape und Lirac sowie in den spanischen D.O. Alella, Empordà, Catalunya und Pla de Bages zugelassen ist. Außerdem wird sie für den gesamten Süden empfohlen, aber kaum verwendet. In Erscheinung tritt sie bei dem Weißwein Picpoul de Pinet (auch Picquepoul de Pinet genannt) aus der Region Coteaux du Languedoc. Dieser Wein besteht zu mindestens 70 % aus Piquepoul Blanc.
Die Traube ergibt blumige, sehr säurehaltige Weine. Dem Säuregehalt verdankt die Rebe ihren Namen; Piquepoul heißt übersetzt Lippenbeißer oder Lippenstecher.
Vor dem Reblaus-Befall war sie sehr verbreitet im Einsatz und wurde oft mit der Rebsorte Clairette Blanche verschnitten. In der Region Armagnac war sie die am häufigsten eingesetzte Rebe; heute ist sie durch den Massenträger Ugni Blanc ersetzt. Nachdem die Bestände in den 1980er Jahren bis auf 500 Hektar gesunken waren, wird die Sorte wieder beigepflanzt. Im Jahr 2007 wurde eine Rebfläche von 1.426 Hektar erhoben.:, Teil 1,:, Teil 2 In Spanien ist sie im Norden des Landes wie zum Beispiel in Alella bekannt.
Abstammung: Mutation der roten Sorte Piquepoul Noir.

## Ampelographische Sortenmerkmale
In der Ampelographie wird der Habitus folgendermaßen beschrieben:
- Die Triebspitze ist halboffen. Sie ist weißwollig behaart mit karminrotem Anflug. Die Jungblätter sind leicht flammig behaart.
- Die Blätter sind fünflappig und tief gebuchtet. Die Stielbucht ist lyrenförmig offen. Das Blatt ist stumpf gezahnt. Die Zähne sind im Vergleich zu anderen Sorten klein und eng gesetzt.
- Die konus- bis walzenförmige Traube ist mittelgroß.  Die rundlichen Beeren sind ebenfalls mittelgroß.

Die wuchskräftige Rebsorte ergibt nur geringe Erträge. Die ideale Reberziehung ist die des Gobelet. Piquepoul Blanc reift ca. 30 Tage nach der Rebsorte Gutedel und zählt damit zu den spätreifenden Sorten. Die Sorte ist empfindlich gegen den Echten Mehltau und die Rohfäule.

## Synonyme
Die Sorte Piquepoul blanc ist auch unter den Namen Avello, Avillo, Extra, Feher Piquepoul, Languedocien, Picapoll, Picapolla, Picapulla, Picpoul und Picpoul de Pinet bekannt.